# Глухариная (приток Копыльчурылькы)
Глухариная — река в России, протекает в Красноярском крае. Устье реки находится в 2 км по правому берегу реки Копыльчурылькы. Длина реки составляет 15 км.

## Данные водного реестра
По данным государственного водного реестра России относится к Нижнеобскому бассейновому округу, водохозяйственный участок реки — Таз. Речной бассейн реки — Таз.
Код объекта в государственном водном реестре — 15050000112115300069039.